# نزل شباب

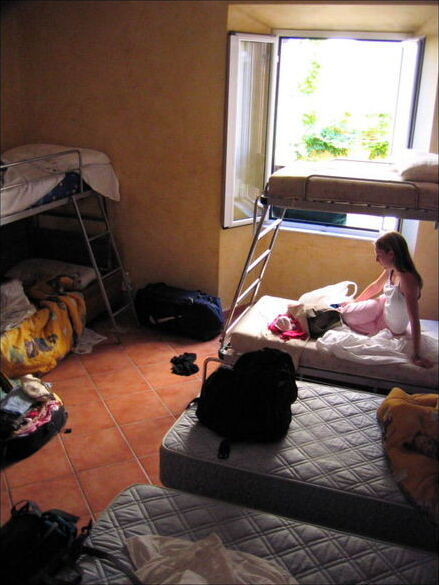
نزل للشباب في روما.

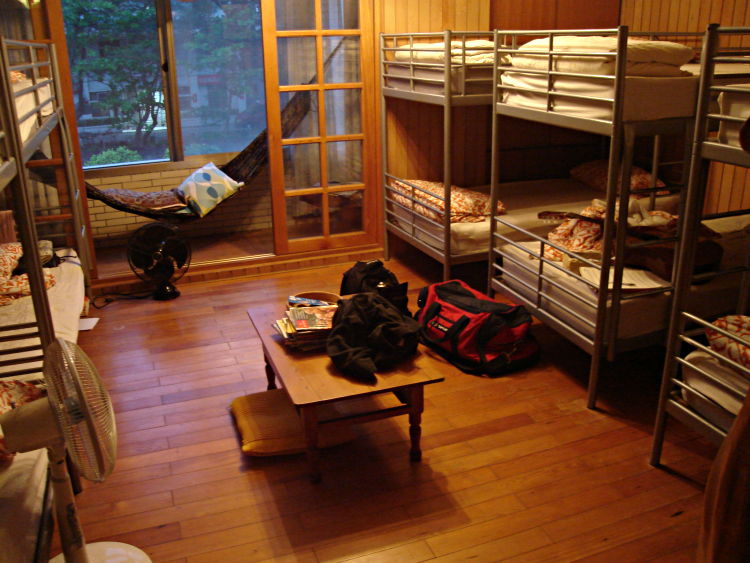
نزل للشباب في تايوان.

نزل الشباب أو بيت الشباب أو مأوى الشباب أو مضيف شباب أو دار الشباب (بالإنجليزية: Youth hostel) هي منازل منتشرة في العالم كله، هدفها توفير بيوت للإيواء خصوصا للشباب، حيث يمكن للضيف ان يستأجر سريرا، وغالبا ما يكون السرير في عنبر للنوم بحمام مشترك، مطبخ وصالة. الغرف يمكن ان تكون مختلطة أو لجنس واحد، كما يمكن توفر غرف خاصة لشخص أو شخصين.

## الفرق بين النزل والفندق والإسكان
نزل الشباب أو دور الشباب هي عموما أرخص من الحجوزات في فندق أو بنسيون؛ العديد من البيوت تُتيح للمقيمين المبيت لفترات طويلة كما حدده مكتب التبادل الحر للسكن الدولي.
ينبغي بذل جهد للتمييز بين المؤسسات التي تقدم الاقامة على المدى الطويل (في كثير من الأحيان لفئات معينة من الزبائن مثل الممرضات، طلاب، وتلك التي تقدم على المدى القصير الإقامة للمسافرين أو الرُحّل. نزل الشباب توفر للضيوف استأجار سرير، وأحيانا سرير في عنبر نوم بحمام مشترك، مطبخ وصالة.
الغرف الخاصة ب 'المسافرين' هي فئة أخرى. حيث يمكن التمييز بين نوعين من بيوت الشباب، الأولى هي أعضاء في النزلات الدولية (HI) (بالإنجليزية: Hostelling International)، وهي منظمة لا تستهدف الربح وتُحفز النزهات والأنشطة في الهواء الطلق وتشجع التبادل الثقافي للشباب، والثانية هي بيوت تجارية مستقلة. نزل المسافرين هي التي تسمى أحيانا بدور الرحل أو دور اصحاب حقائب الظهر، خصوصا في أستراليا ونيوزيلندا (تُختصر هذه الدور في كثير من الأحيان إلى مجرد اصحاب حقيبة ظهر (بالإنجليزية: backpackers)).